# Алиага (станция)
Алиага (тур. Aliağa istasyonu) — конечная северная станция системы пригородных электричек İZBAN. Расположена в пригороде Измира Алиаге. Станция построена в 1996 году Турецкими государственными железными дорогами, но оставалась без городского пассажирского движения до 30 января 2011 года. 30 января 2011 года система пригородных электричек была продлена со станции Чигли до станции Алиага.

## История
В Алиаге есть большой порт, в основном для нефти и наливных грузов. В 1995 году Турецкие государственные железные дороги начали строительство 25 км (16 миль) железной дороги от Менемена до Алиаги. Линия была открыта в 1996 году. Вместе с грузовыми поездами, со станции Алиага два раза в день ходил поезд до станции Басмане в Измире . В 2002 году пути были электрифицированы напряжением 25 кВ переменного тока, но так и не были использованы. В 2006—2011 гг. в связи со строительством железнодорожного перегонного тоннеля Каршияка, пассажирские перевозки в Алиагу прекратились. Станция вновь открылась 30 января 2011 года.

## Автобусные сообщения
Со станции Алига можно добраться до исторического города Пергам (835 маршрут).
- 740 Алиага — Менемен
- 835 Алиага — Бергама
- 837 Алиага — Дикили[2]